# Michael Donohoe (Politiker)
Michael Donohoe (* 22. Februar 1864 in Killeshandra, County Cavan, Vereinigtes Königreich; † 17. Januar 1958 in Philadelphia, Pennsylvania) war ein US-amerikanischer Politiker. Zwischen 1911 und 1915 vertrat er den Bundesstaat Pennsylvania im US-Repräsentantenhaus.

## Werdegang
Michael Donohoe besuchte öffentliche und private Schulen seiner irischen Heimat. Zwischen Januar 1885 und Oktober 1886 unterrichtete er selbst als Lehrer. Im November 1886 wanderte er nach Philadelphia in Pennsylvania aus. Dort arbeitete er in der Immobilienbranche und im Bankgewerbe. Außerdem war er mit der Herstellung von Glaswaren befasst. Gleichzeitig schlug er als Mitglied der Demokratischen Partei eine politische Laufbahn ein.
Bei den Kongresswahlen des Jahres 1910 wurde Donohoe im fünften Wahlbezirk von Pennsylvania in das US-Repräsentantenhaus in Washington, D.C. gewählt, wo er am 4. März 1911 die Nachfolge des Republikaners William Walker Foulkrod antrat. Nach einer Wiederwahl konnte er bis zum 3. März 1915 zwei Legislaturperioden im Kongress absolvieren. Während dieser Zeit wurden der 16. und der 17. Verfassungszusatz ratifiziert. Im Jahr 1914 wurde er nicht wiedergewählt.
Bereits seit 1893 war Donohoe Direktor am Northwestern General Hospital. Diese Funktion übte er bis 1943, also auch während seiner Zeit im Kongress, aus. Er war auch Kurator der Temple University. Zwischen 1919 und 1946 war er für die Stadt Philadelphia als real-estate assessor tätig. Danach zog er sich in den Ruhestand zurück. Michael Donohoe starb am 17. Januar 1958 in Philadelphia.